# Niphates plumosa
Niphates plumosa är en svampdjursart som först beskrevs av James Scott Bowerbank 1876.  Niphates plumosa ingår i släktet Niphates och familjen Niphatidae. Inga underarter finns listade i Catalogue of Life.